# أبو اليسر البزدوي
أبو اليسر محمد بن محمد بن الحسين بن عبد الكريم بن موسى بن مجاهد النسفي (421 – 493 هـ / 1030 – 1100م) المعروف بأبي اليسر البزدوي، عالم وفقيه حنفي أصله من بخارى، ولي القضاء في سمر قند انتهت إليه رياسة الحنفية فيما وراء النهر.

## سيرته
ولد عام 421 هـ. من شدة علمه كان يلقب بالقاضي الصدر، هو علامة وشيخ الحنفية بعد أخيه الكبير، وبزدة هي قلعة حصينة ينتسب إليها. قال عمر بن محمد: «كان أبو اليسر إمام الأئمة على الإطلاق، والموفود إليه من الآفاق، ملأ الكون بتصانيفه في الأصول والفروع، وولي قضاء سمرقند أملى الحديث مدة». توفي ببخارى في يوم التاسع من شهررجب سنة493 هـ.